# Smilov u Města Libavá

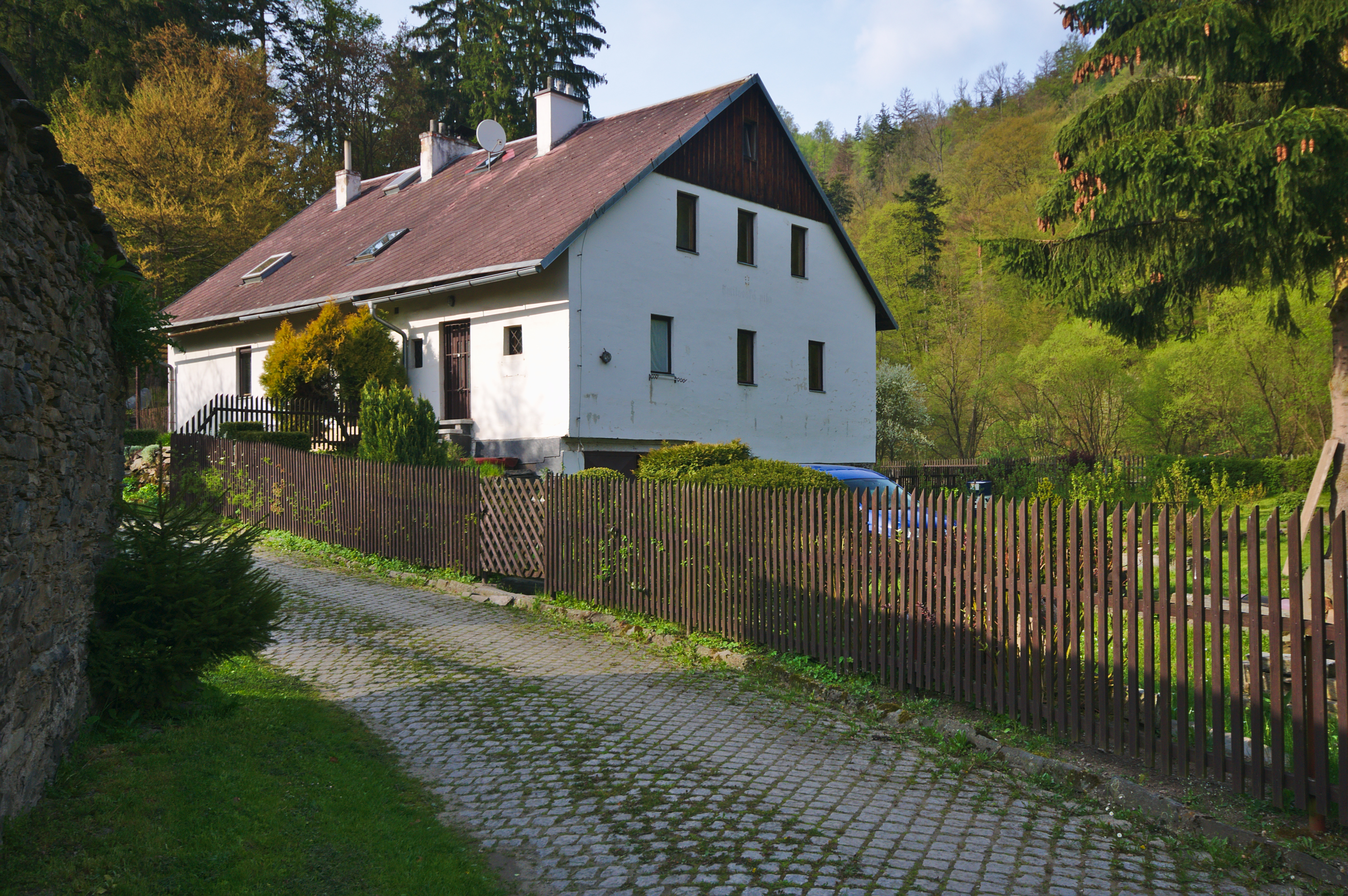
Wassermühle

Smilov (deutsch Schmeil) ist eine Wüstung im Okres Olomouc auf dem Gebiet des  Truppenübungsplatzes Libavá (Tschechien).

## Geschichte
1910 hatte Schmeil 738 Einwohner. Um 1920 war Schmeil ein landwirtschaftlich und handwerklich geprägter Ort mit ca. 650–700 Einwohnern. In dem landwirtschaftlich geprägten Ort waren damals an Handwerken ansässig: ein Sägewerk, ein Anstreicher, zwei Binder, vier Müller, von denen zwei auch eine Brettsäge betrieben, ein Sattler, zwei Schmiede, ein Schneider, ein Schuhmacher und zwei Wagner. 1930 hatte Schmeil 700 Einwohner in 129 Häusern. 1939 hatte Schmeil 728 Einwohner. Auf der Flur des Ortes wurde ein Schieferbruch betrieben.
Nach dem Münchner Abkommen wurde Schmeil dem Deutschen Reich zugeschlagen und gehörte bis 1945 zum Landkreis Bärn.
1946 wurde die größtenteils deutschsprachige Bevölkerung vertrieben und die Gemeinde wurde Teil des Truppenübungsplatzes Libavá. Der im Tal der Bystřice gelegene Teil des Katasters gehört heute zur Gemeinde Hlubočky.